# Лоза, Дмитрий Фёдорович
Дмитрий Фёдорович Лоза́ (14 апреля 1922 — 22 мая 2001) — советский офицер, танкист в годы Великой Отечественной войны, Герой Советского Союза. Полковник в отставке, кандидат военных наук, доцент.

## Биография
Родился 14 апреля 1922 года в селе Колесниковка Купянского уезда Харьковской губернии (ныне Купянского района Харьковской области, Украина) в семье крестьянина. Украинец. Образование среднее.
В РККА с 1940 года. Окончил в 1942 году Саратовское танковое училище. С августа 1943 года на фронтах Великой Отечественной войны. Воевал на танках «Матильда» и «Шерман», участвовал в Кишинёвской операции, после которой корпус стал 9-м гвардейским механизированным корпусом.
Командир 1-го танкового батальона 46-й гвардейской танковой бригады 9-го гвардейского механизированного корпуса 6-й гвардейской танковой армии 3-го Украинского фронта гвардии капитан Д. Ф. Лоза отличился во время Венской наступательной операции. 23 марта 1945 года танковый батальон под командованием Д. Ф. Лозы действовал в авангарде бригады. На подходе к венгерскому городу Веспрем, севернее озера Балатон батальон захватил железнодорожный эшелон с боеприпасами, два склада с горючим, артиллерийскую мастерскую и в ней 14 исправных орудий, четыре «пантеры», стоявших на железнодорожных платформах на станции Хаймашкер. Встретив немецкую танковую колонну, батальон подбил и сжёг 29 танков и штурмовых орудий, захватил 20 и уничтожил 10 автомашин, истребил около 250 солдат и офицеров противника.
9 апреля 1945 года, преодолев около 100 километров, батальон прорвался к столице Австрии — город Вена и удерживал центральную часть города в течение суток до подхода главных сил бригады.
Указом Президиума Верховного Совета СССР от 15 мая 1946 года «за образцовое выполнение боевых заданий командования на фронте борьбы с немецко-фашистскими захватчиками и проявленные при этом мужество и героизм», гвардии капитану Лозе Дмитрию Фёдоровичу присвоено звание Героя Советского Союза с вручением ордена Ленина и медали «Золотая Звезда» (№ 9080).
Участник советско-японской войны 1945 года. Член ВКП(б) с 1945 года.
В 1950 году окончил Военную академию имени М. В. Фрунзе, в 1956 году — адъюнктуру академии. Работал старшим преподавателем академии. С 1967 года полковник Д. Ф. Лоза — в запасе, а затем в отставке. Жил в Москве, где работал старшим научным сотрудником НИИ, кандидат военных наук, доцент.
Умер 22 мая 2001 года в Москве. Похоронен на Троекуровском кладбище в Москве (участок № 4).

## Труды
- Лоза Д. Ф. [militera.lib.ru/science/loza_df01/ Марш и встречный бой.] М., 1968. — 208 с. Тираж 15000 экз.
- Лоза Д. Ф. Презирая смерть. М., 1970.
- Лоза Д. Ф. Сказ о танках «Шерман». — М.: Остров, 2001. — 68 с. Тираж: 700 экз. ISBN 5-94500-006-X
- Лоза Д. Ф. [militera.lib.ru/memo/russian/loza_df/ Танкист на «иномарке». Победили Германию, разбили Японию.] — М.: Яуза, Эксмо, 2005. — 320 с. / («Война и мы. Солдатские дневники»). Тираж 5000 экз. ISBN 5-699-12314-8.
- Василий Брюхов, Василий Крысов, Дмитрий Лоза. Танкисты Великой Отечественной. — М.: Эксмо, Яуза, 2010. (Серия: Танковый бестселлер) — 824 c. — С. 588—781. Тираж: 3000 экз. ISBN 978-5-699-41890-9.
- Commanding the Red Army’s Sherman tanks. The World War II memoirs of Hero of the Soviet Union, Loza Dmitriy. Translated and edited by James F. Gebhardt. Published 1996 by University of Nebraska Press in Lincoln. 173 p. ISBN 0-8032-2920-8.  (англ.).
- Attack of the Airacobras: Soviet Aces American P-39s, and the Air War Against Germany, Loza Dmitriy. Translated and edited by James F. Gebhardt. Published 2002 by University Press of Kansas. 386 p. ISBN 978-0-7006-1654-1.
- Краснозвёздные «Аэрокобры»  (1998 - 2024) — оригинал на русском языке.

## Память
На могиле Д. Ф. Лозы на Троекуровском кладбище в Москве (участок № 4) установлен памятник.

## Награды и премии
- Медаль «Золотая Звезда» № 9080 Героя Советского Союза (15 мая 1946);
- орден Ленина (15 мая 1946);
- орден Красного Знамени (30 сентября 1945);
- орден Александра Невского (23 февраля 1945);
- орден Отечественной войны I степени (6 апреля 1985);
- орден Отечественной войны II степени (13 сентября 1943);
- два ордена Красной Звезды (22 апреля 1944; 30 декабря 1956);
- медали.
- Лауреат премии имени М. В. Фрунзе[2].

## Оценки и мнения
Д. Ф. Лоза о танках «Шерман»:

На Шерманах, мы их звали Эмчи — от М4. Сначала на них стояла короткая пушка, а потом стали приходить с длинным стволом и дульным тормозом. На лобовом листе у них стояла подпорка, для фиксации ствола во время марша. В общем, машина была хорошая, но, со своими плюсами и минусами. Когда говорят, что, мол, плохой был танк — я отвечаю, извините! Плохой по сравнению с чем?